# Annemieke Fokke
Annemieke Fokke, nach Heirat Wilbrenninck-Fokke, (* 4. November 1967 in Heemstede) ist eine ehemalige niederländische Hockeyspielerin. Sie gewann mit der niederländischen Nationalmannschaft die olympische Bronzemedaille 1988. Sie war je einmal Weltmeisterin und Europameisterin.

## Sportliche Karriere
Die 1,59 m große Verteidigerin wirkte zwischen 1987 und 1992 in 89 Länderspielen mit.
Bei der Europameisterschaft 1987 in London gewannen die Niederländerinnen den Titel mit einem Finalsieg nach Verlängerung gegen die englische Mannschaft. Bei den Olympischen Spielen 1988 in Seoul unterlagen die Niederländerinnen im Halbfinale den Australierinnen mit 2:3. Im Spiel um Bronze bezwangen sie die britische Olympiaauswahl mit 3:1. Die Weltmeisterschaft 1990 wurde in Sydney ausgetragen, die Mannschaft des Gastgeberlandes waren die Olympiasiegerinnen von 1988. Die Australierinnen und die Niederländerinnen gewannen jeweils ihre Vorrundengruppe und setzten sich auch im Halbfinale durch, die Niederländerinnen mit einem 5:0 über die Engländerinnen. Im Finale siegten die Niederländerinnen mit 3:1. Bei den Olympischen Spielen 1992 in Barcelona belegten die Niederländerinnen wegen des schlechteren Torverhältnisses nur den dritten Platz in ihrer Vorrundengruppe und erreichten damit die Platzierungsspiele um die Plätze 5 bis 8. Am Ende wurden sie Sechste hinter den Australierinnen.
Auf Vereinsebene war Annemieke Fokke für den HGC Wassenaar aktiv, mit dem sie mehrfach die niederländische Meisterschaft und den EuroHockey Champions Cup gewann.